# 阿曼塔尼區
阿曼塔尼區（西班牙語：Distrito de Amantaní），是秘魯的一個區，位於該國東南部普諾大區的普諾省，始建於1965年4月9日，面積15平方公里，海拔高度3,854米，2007年人口4,255，人口密度每平方公里280人。